# Edna Gladney
Edna Kahly Gladney, née le 22 janvier 1886 et morte le 2 octobre 1961, est une travailleuse sociale américaine dont le dévouement auprès des enfants défavorisés inspira le film Les Oubliés (Blossoms In the Dust) (1941). Greer Garson interprétera Gladney au grand écran.